# Geomyces auratus
Geomyces auratus är en svampart som beskrevs av Traaen 1914. Geomyces auratus ingår i släktet Geomyces, klassen Leotiomycetes, divisionen sporsäcksvampar och riket svampar.   Inga underarter finns listade i Catalogue of Life.